# Estación de Boceguillas
Boceguillas, también conocida como Turrubuelo-Sepúlveda, es una estación de ferrocarril situada en el municipio español de Boceguillas, en la provincia de Segovia. La estación, perteneciente al ferrocarril directo Madrid-Burgos, en la actualidad carece de servicio de viajeros.

## Situación ferroviaria
La estación pertenece a la línea férrea de ancho ibérico Madrid-Burgos, situada en su punto kilométrico 135,2. Se halla entre las estaciones de Riaza y Campo de San Pedro. El tramo es de vía única y está sin electrificar.

## Historia
Las instalaciones ferroviarias de Boceguillas forman parte del ferrocarril directo Madrid-Burgos. Esta línea fue inaugurada en julio de 1968, tras haberse prolongado las obras varias décadas. En el momento de su inauguración el trazado formaba parte de la red de RENFE. El objetivo del ferrocarril era reducir el tiempo de recorrido entre Madrid y la frontera francesa, pero para la década de 1990 la línea se encontraba institucionalmente abandonada en franca decadencia y la mayoría de estaciones fueron cerradas a los servicios de pasajeros. Tras el derrumbe en el túnel de Somosierra, en 2011, no circulan servicios ferroviarios por este tramo.
Desde enero de 2005, con la extinción de la antigua RENFE, el ente Adif pasó a ser el titular de las instalaciones ferroviarias.